# 佩里斯堡 (紐約州普查規定居民點)
佩里斯堡（英語：Perrysburg）是位於美國紐約州卡特羅格斯縣的普查規定居民點。

## 人口
根據2020年美國人口普查的數據，佩里斯堡的面積為2.56平方千米，當中陸地面積為2.55平方千米，而水域面積為0.01平方千米。當地共有人口346人，而人口密度為每平方千米135.16人。